# Franz Xaver Suter
Franz Xaver Suter (* 24. Dezember 1802 in Sins, Kanton Aargau; † 18. April 1886 in Luzern) war ein Schweizer Bezirksrichter.

## Leben und Werk
Suter war der ältere Bruder von Peter Suter. Er besuchte die Primar- und Lateinschule in Sins und einige Zeit die Klosterschule Einsiedeln. Ab 1822 war er Gemeindeschreiber von Meienberg. 1830 war er einer der Anführer beim Freiämtersturm, 1832 wurde er zum Hauptmann ernannt. Ab 1833 war Suter Bezirkskommandant, wurde aber wegen Unpünktlichkeit bald wieder entlassen. Von 1832 bis 1838 führte er den «Gasthof zum Einhorn» am Dorfplatz von Sins und wohnte mit seiner Familie im «Gasthaus zum Kreuz» bei seinem Schwager Josef Suter. Als er 1839 zum Bezirksrichter gewählt wurde, gab er das Amt als Gemeindeschreiber ab.
Während des Streits um eine neue Kantonsverfassung war Suter Präsident des 1839 gegründeten katholisch-konservativen Bünzer Komitees und leitete am 2. Februar 1840 die Volksversammlung von Mellingen. Als die aargauische Regierung am 9. Januar 1841 beschloss, die Mitglieder des Komitees zu verhaften, brach im Freiamt ein bewaffneter Aufstand aus, den die Regierungstruppen zwei Tage später niederschlagen konnten. Suter flüchtete in der Folge in den Kanton Zug und wurde in Abwesenheit zu einer zweijährigen Kettenstrafe verurteilt. Das Obergericht aber verurteilte ihn am 27. Juli 1843 mit fünf anderen Beteiligten in Abwesenheit zum Tode. Als 1845 für alle Beteiligten an den Unruhen eine allgemeine Amnestie ausgerufen wurde, kehrte Suter nicht nach Sins zurück, da er inzwischen in Luzern lebte, wo er am 20. August 1847 die Niederlassungsbewilligung erhielt.
Während des Sonderbundskrieges war Suter mit anderen aargauischen Emigranten mitbeteiligt an der Organisation eines Freiwilligenkorps, das aus Überläufern aus dem Freiamt bestand. Suter wurde durch Tagesbefehl zum zweiten Hauptmann dieser Freischar ernannt. Als solcher kämpfte er am 12. November 1847 in Geltwil gegen die Truppen der Tagsatzung. Nach der Niederlage des Sonderbunds flüchtete er nach Engelberg, wo er am 18. Dezember von eidgenössischen Truppen verhaftet wurde. Am 25. Oktober 1848 verurteilte ihn das Bezirksgericht zu 50 Schweizer Franken Busse, zur Einstellung des Aktivbürgerrechts für vier Jahre und zur Bezahlung der Untersuchungs- und Gefangenschaftskosten. Das Obergericht erhöhte das Urteil am 2. Dezember 1848 auf 200 Schweizer Franken Busse und zwölf Jahre Einstellung des Aktivbürgerrechts.
Suter zog sich in der Folge aus dem gesellschaftlichen Leben zurück und führte in Luzern die Pension «Gibraltar». Seine letzte Ruhestätte fand er auf dem Friedhof in Sins. Seine Grabinschrift lautet «Selig, die um der Gerechtigkeit willen Verfolgung leiden; denn ihrer ist das Himmelreich».